# Білий Віталій Іванович
Віталій Іванович Білий (*28 лютого 1975, с. Доброводи, Черкаська область*) — український оперний співак (баритон), заслужений артист України (2024), лауреат міжнародних вокальних конкурсів.

## Біографія
Народився у селі Доброводи, Уманського району. Батько — Іван Тимофійович Білий (1946–2002), працював завідувачем магазину. Мати — Мотря Іванівна Ковтун (*1947), вчителька математики, пропрацювала у школі понад 50 років.
У 1990 році закінчив 8 класів Доброводівської школи й вступив до Уманського музичного училища ім. П. Демуцького. У 1994 році продовжив навчання в Одеській державній консерваторії імені А. В. Нежданової, де здобув дві спеціальності — хорове диригування (1999), та сольний спів (2000).

## Кар'єра
Професійну сценічну кар'єру розпочав у 2000 році в Одеському театрі опери та балету з ролі Жермона в опері Джузеппе Верді «Травіата». Виконував також партії в операх Доніцетті, Чайковського та інших.
У 2001 році — запрошений соліст Національної опери України. З 2002 року — соліст московського театру Нова опера.
З 2004 року — активна міжнародна кар'єра. Виступав на провідних оперних сценах світу:
- Metropolitan Opera
- La Scala
- Opera Bastille
- Bayerische Staatsoper
- Sydney Opera House
- San Francisco Opera
- Teatro La Fenice
- New Israeli Opera та інших.

## Репертуар
- Дж. Верді — «Травіата» (Жорж Жермон), «Трубадур» (граф Ді Луна), «Макбет» (Макбет), «Аттіла» (Еціо), «Луїза Міллер» (Міллер), «Un Ballo in Maschera» (Ренато), «Набукко» (Набукко), «Симон Бокканеґра» (Паоло Альбіані), «Дон Карлос» (Родріго, маркіз ді Поза), «Ернані» (Дон Карлос), «Ріголетто» (Ріголетто), «Сила долі» (Дон Карлос де Варгас), «Аїда» (Амонасро),
- П.І. Чайковський — «Євгеній Онєгін» (Онєгін), «Іоланта» (Роберт), «Орлеанська діва» (Ліонель), «Пікова дама» (Єлецький),
- М.П. Мусоргський — «Хованщина» (Боярин Шакловитий), «Борис Годунов» (Рангоні, Щелкалов)
- П. Масканьї — «Сільська честь» (Альфіо)
- Р. Леонкавалло — «Паяци» (Сільвіо)
- Ж. Бізе — «Кармен» (Ескамільйо), «Шукачі перлин» (Зурга)
- Дж. Пуччіні — «Богема» (Марсель), «Тоска» (Барон Скарпіа),

## Відзнаки
- Заслужений артист України — Указ Президента України №383/2024 від 28 червня 2024 року.
- Лауреат конкурсів:
  - Operalia (2004)
  - Francesc Viñas Vocal Competition
  - Montserrat Caballé
  - Міжнародний конкурс вокалістів імені Олени Образцової (Гран-прі)